# Higashimurayama
Higashimurayama (東村山市 -shi) é uma cidade japonesa localizada na província de Tóquio.
Em 2003, a cidade tinha uma população estimada em 143 737 habitantes e uma densidade populacional de 8 371,40 h/km². Tem uma área total de 17,17 km².
Recebeu o estatuto de cidade a 1 de Abril de 1964.